# Wołodymyr Kowal
Wołodymyr Wiktorowycz Kowal, ukr. Володимир Вікторович Коваль (ur. 6 marca 1992 w Kijowie) – ukraiński piłkarz, grający na pozycji napastnika.

## Kariera piłkarska

### Kariera klubowa
Wychowanek DJuFSz Dynamo Kijów, barwy którego bronił w juniorskich mistrzostwach Ukrainy (DJuFL). Karierę piłkarską rozpoczął 9 sierpnia 2009 w składzie Dynamo-2 Kijów. Występował również w rezerwowej drużynie Dynama. W czerwcu 2012 przeszedł do FK Sewastopol. Po rozformowaniu klubu w maju 2014 opuścił Krym, a 29 lipca zasilił skład Stomilu Olsztyn. 29 czerwca 2015 roku Wołodymyr Kowal oficjalnie został zawodnikiem beniaminka Termaliki Bruk-Bet Niecieczy. 28 czerwca 2017 przeszedł do Olimpii Grudziądz. 10 sierpnia 2018 przeniósł się do Czornomorca Odessa. 24 października 2019 za obopólną zgodą kontrakt został rozwiązany.

### Kariera reprezentacyjna
W latach 2008-2011 występował w juniorskich reprezentacjach U-17 i U-19.

## Statystyki

### Klubowe
(aktualne na dzień 30 maja 2015)
| Klub                         | Sezon              | Liga               | Liga  | Liga   | Puchar kraju | Puchar kraju | Puchar ligi | Puchar ligi | Europa | Europa | Inne  | Inne   | Suma  | Suma   |
| Klub                         | Sezon              | Liga               | Mecze | Bramki | Mecze        | Bramki       | Mecze       | Bramki      | Mecze  | Bramki | Mecze | Bramki | Mecze | Bramki |
| ---------------------------- | ------------------ | ------------------ | ----- | ------ | ------------ | ------------ | ----------- | ----------- | ------ | ------ | ----- | ------ | ----- | ------ |
| Stomil Olsztyn               | 2014/15            | I liga             | 25    | 12     | 0            | 0            | –           | –           | –      | –      | –     | –      | 25    | 12     |
| Stomil Olsztyn               | Ogólnie            | Ogólnie            | 25    | 12     | 0            | 0            | 0           | 0           | 0      | 0      | 0     | 0      | 25    | 12     |
| Termalica Bruk-Bet Nieciecza | 2015/16            | Ekstraklasa        | 0     | 0      | 0            | 0            | –           | –           | –      | –      | –     | –      | 0     | 0      |
| Termalica Bruk-Bet Nieciecza | Ogólnie            | Ogólnie            | 0     | 0      | 0            | 0            | 0           | 0           | 0      | 0      | 0     | 0      | 0     | 0      |
| Ogólnie w karierze           | Ogólnie w karierze | Ogólnie w karierze | 25    | 12     | 0            | 0            | 0           | 0           | 0      | 0      | 0     | 0      | 25    | 12     |